# Austrolimnophila mobilis
Austrolimnophila mobilis là một loài ruồi trong họ Limoniidae. Chúng phân bố ở miền Cổ bắc.